# 小浜市立遠敷小学校
小浜市立遠敷小学校（おばましりつ おにゅうしょうがっこう）は、福井県小浜市遠敷にあった公立小学校。2019年3月に閉校。

## 歴史
1873（明治6）年4月に創立され、妙行寺の一隅を借り受けて校舎に充て螢雪校と称した。
小浜市教育施設等研究委員会の答申（2004年（平成16年）9月1日）をうけ、小浜市教育委員会は、少子化の影響による市内東部地区の小学校統合の試案（4校案）を作成し、統合に向けた取り組みを始めた。
2008年（平成20年）6月には、小学校建設準備委員会（地区各3名が委員）を立ち上げるとともに、統合に対する理解を得るために東部4地区（松永・国富・遠敷・宮川地区）の住民を対象とした説明会を開催した。
2011年（平成23年）度からは、委員会名を「東部地区小学校統合準備委員会」とし、さらなる統合に向けた協議や取り組みを進めた。その結果、2012年（平成24年）8月6日に東部4地区（松永・国富・遠敷・宮川地区）すべてが小学校統合に合意した。統合されるのは小浜市立松永小学校、小浜市立国富小学校、小浜市立遠敷小学校、小浜市立宮川小学校の4校。
2016年（平成28年）1月、2019年4月1日に統合される新しい小学校の名称が、小浜市立小浜美郷小学校に決定した。
2019年3月に閉校し、小浜市立小浜美郷小学校に統合された。

## 校歌
山本和夫作詞／鈴木良二作曲

## 通学区域
- 小浜市
  - 検見坂、池田、市場、島、中村、国分、金屋、竜前、神宮寺、忠野、下根来、中ノ畑、上根来、遠敷一・二丁目、遠敷三・四丁目、遠敷五丁目、遠敷六丁目、中の宮、遠敷七・八丁目、遠敷九・十丁目[5]

## 進学先学校
- 小浜市立小浜第二中学校[5]

## 著名な卒業生
- 小野村胤敏（弁護士、大阪理工科大学創設者）
- 石田佐久馬（国語教育者、十文字学園女子短期大学教授）
- 木村恵里子（バスケットボール選手、富士通レッドウェーブ所属）
- 堀卓馬（ラグビー選手、セコムラガッツ所属）